# 朗皮河畔赖萨克
朗皮河畔赖萨克（法語：Raissac-sur-Lampy，法語發音：[ʁɛsak syʁ lɑ̃pi] ⓘ）是法国奥德省的一个市镇，位于该省北部偏西，属于卡尔卡松区。

## 地理
朗皮河畔赖萨克（43°16'40"N, 2°9'33"E）面积5.23 平方千米，位于法国奧克西塔尼大區奥德省，该省份为法国南部沿海省份，北起塔恩省，西北接上加龙省，西接阿列日省，南至东比利牛斯省，东临地中海，东北与埃罗省接壤。
与朗皮河畔赖萨克接壤的市镇（或旧市镇、城区）包括：阿尔佐讷、圣马丹勒维耶伊。

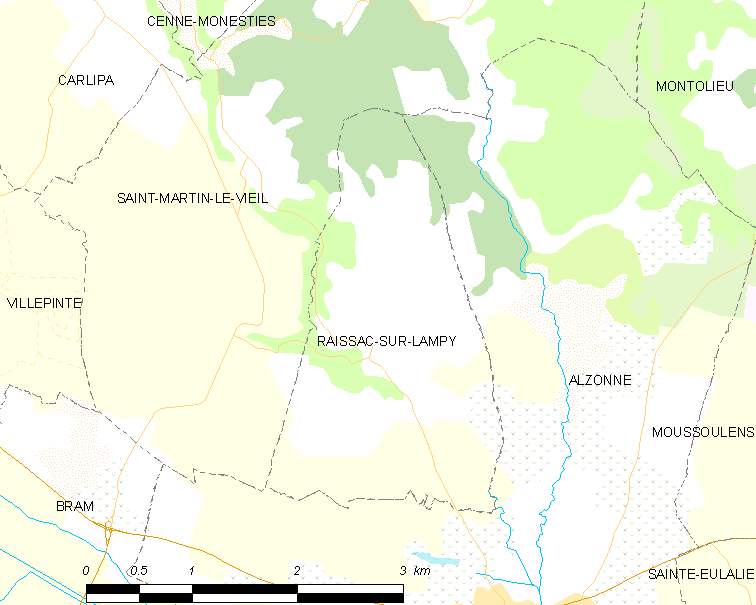
朗皮河畔赖萨克的OSM定位图

朗皮河畔赖萨克的时区为UTC+01:00、UTC+02:00（夏令时）。

## 行政
朗皮河畔赖萨克的邮政编码为11170，INSEE市镇编码为11308。

## 政治
朗皮河畔赖萨克所属的省级选区为努瓦尔山区拉马勒佩尔县。

## 人口

1962-2008年间朗皮河畔赖萨克人口变化图示

朗皮河畔赖萨克于2022年1月1日时的人口数量为466人。